# 圣方济各圣殿 (哈瓦那)
圣方济各圣殿（Basilica Menor de San Francisco de Asis）位于古巴哈瓦那，兴建于16世纪末（1580年至1591年），为方济各会驻地。在1730年改变为巴洛克风格。
18世纪英国人占领哈瓦那期间占用该堂。当它回到了西班牙的统治，不再作为教堂使用。它现在用于演唱会。钟楼高138英尺，最初钟楼的顶部曾有圣方济各雕像，但在1846年被飓风所毁。

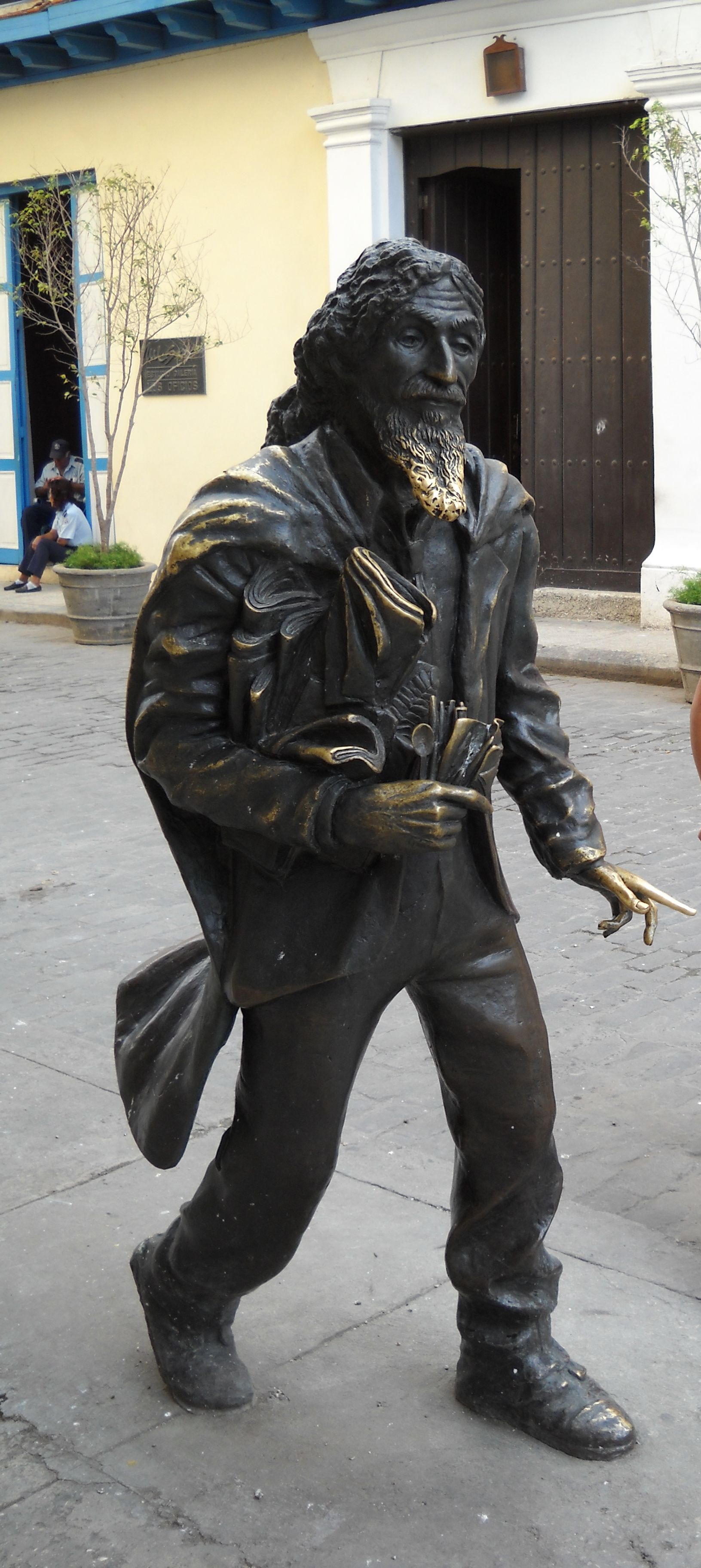
金属雕像的胡子多年来被游客和寻求好运气者的手抛光

毗邻的修道院建于1739年，现为宗教艺术博物馆。圣殿前方的人行道上，矗立着真人大小的El Caballero de Paris青铜雕像。